# 草坪諸葛介
草坪諸葛介（学名：Chukocythere phytolobosa）为粗面介科諸葛介屬下的一个种。